# オレゴン電気鉄道
オレゴン電気鉄道（オレゴンでんきてつどう、英：Oregon Electric Railway）はかつてアメリカ合衆国オレゴン州ポートランドから、同州ユージーンまでを結んでいた鉄道である。1933年の定期旅客運用の終了、1945年の電化廃止を経て、1994年に全廃された。

## 歴史
1908年1月にポートランド・セイラム間が開業。1910年にスポケーン・ポートランド・アンド・シアトル鉄道に買収され、1912年にはユージーンに延伸した。1931年には渋滞の悪化や利用者の低迷を理由にポートランドの一部の区間の運行を停止。1933年までには残りの区間の旅客運用も終了した。その後1945年には電化設備の廃止により貨物運用もディーゼル機関車による牽引に切り替わった。1970年にスポケーン・ポートランド・アンド・シアトル鉄道を含む複数の鉄道会社が合併しバーリントン・ノーザン鉄道が誕生、その後もしばらくは同区間で貨物列車の運行を続けていたが1994年12月31日にポートランド近郊のライトレールシステムであるMAXの建設に伴い残存していた旧オレゴン電気鉄道の区間は廃止された。